# Cukrová vata
Cukrová vata je zvláštní druh cukrové sladkosti, která je tvořena typickou lehkou, vzdušnou hmotou o různé barvě v závislosti na použitém barvivu. Vzhledově i na dotyk je podobná vatě. Vyrábí se roztavením krystalického cukru na karamel, který je pak vháněn do bubnu, ve kterém se ochlazuje a zpátky cukernatí. Takto vzniklá slabá vlákna se pak namotávají na špejli a podávají ke konzumaci.
Jedná se o oblíbenou pouťovou sladkost, která se prodává u stánků. Častá barva cukrové vaty je růžová, ale je možno zakoupit i modrou, zelenou atd.
Strojovou výrobu cukrové vaty vynalezli v roce 1897, zubař William J. Morrison a cukrář  John C. Wharton. Poprvé ji představili roku 1904 na Světové výstavě v Saint Louis v USA. 